# Бергерш, Роберт, 1-й барон Бергерш
Роберт Бергерш (англ. Robert Burghersh; 1252/56, Бергесс-Хилл, Сассекс, Королевство Англия — между 2 июля и октября 1306) — английский аристократ, 1-й барон Бергерш с 1302 года.
Роберт Бергерш принадлежал к рыцарскому роду из Сассекса. Он родился между 1252 и 1256 годами в семье Реджинальда Бергерша. С 1299 года Роберт занимал должности смотрителя Пяти портов и констебля Дуврского замка. Король Эдуард I дважды вызывал его в свой парламент (12 ноября 1303 и 13 июля 1305), в связи с чем Роберт считается 1-м бароном Бергершем. Роберт был женат на Мод Бэдлсмир, дочери Гунсельма Бэдлсмира и сестре 1-го барона Бэдлсмира. В этом браке родились:
- Стефан (умер в 1310), 2-й барон Бергерш[1][2];
- Бартоломью (умер в 1355), 1-й барон Бергерш новой креации[1][3];
- Генри (1292—1340), епископ Линкольна[1][4][5].